# كأننا عشرون مستحيل
كأننا عشرون مستحيل (English: Like Twenty Impossibles) فيلم روائي فلسطيني قصير من تأليف وإخراج آن ماري جاسر عام 2003، فقد كان هذا الفيلم هو أطروحة تخرجها أثناء دراستها في جامعة كولومبيا. وصوِّر في فلسطين خلال الانتفاضة الثانية، وتدور أحداثه الرئيسية حول طاقم فيلم فلسطيني يحاول عبور نقاط التفتيش الإسرائيلية. وتعتبر آن ماري جاسر جزءًا من موجة السينما العربية الجديدة، فقد حظي هذا الفيلم بالاهتمام عندما أصبح أول فيلم قصير من العالم العربي يتم اختياره ضمن الاختيارات الرسمية لمهرجان كان السينمائي الدولي. وبالإضافة إلى كونه أول فيلم فلسطيني قصير في مهرجان كان، فقد كان أول فيلم فلسطيني قصير يشارك في هذا المهرجان، كما كانت المرة الأولى التي تمشي فيها مخرجة فلسطينية على السجادة الحمراء. استمر الفيلم في الفوز بالعديد من الجوائز ووصل إلى التصفيات النهائية لجوائز الأوسكار، مما فتح آفاقاً جديدة للسينما العربية.

## أحداث الفيلم
تدور أحداث الفيلم حول رحلة مجموعة من الممثلين الفلسطينيين في حافلة صغيرة إلى القدس لتقديم مسرحية. لكن على الطريق، يواجهون العديد من العقبات والنقاط العسكرية التي تعكس الصعوبات والتحديات التي يمر بها الفلسطينيين في حياتهم اليومية تحت الاحتلال الإسرائيلي. يُسلط الفيلم تأثير الحواجز والجدار الفاصل على حياة الفلسطينيين والتنقل بينهم، ويتناول الفيلم أيضًا قضية الهوية والانتماء وتأثير الاحتلال على الحياة الثقافية والاجتماعية في فلسطين.

## الجوائز
يعد هذا الفيلم أول فيلم فلسطيني قصير يتم اختياره رسمياً في مهرجان كان السينمائي. وقد وصل إلى التصفيات النهائية لجوائز الأوسكار، وفاز بأكثر من 15 جائزة بما في ذلك:
- العرض العالمي الأول، مهرجان كان السينمائي، الاختيار الرسمي، سينيفونديشن، 2003.
- قائمة أفضل أفلام العام - مجلة تعليق سينمائي.
- المرشح النهائي على المستوى الوطني - أكاديمية الفنون السينمائية، جوائز الأكاديمية الطلابية للأفلام السينمائية.
- أفضل سيناريو قصير - مهرجان نانتوكيت السينمائي، 2003.
- أفضل فيلم قصير - مهرجان بالم سبرينغز الدولي للأفلام القصيرة.
- أفضل فيلم قصير (روائي ناشئ) - IFP / نيويورك.
- الجائزة الفضية - مهرجان شيكاغو السينمائي الدولي.
- أفضل فيلم قصير - معهد العالم العربي - مهرجان كان السينمائي الدولي.
- أفضل كتابة سيناريو - مهرجان لينولا السينمائي، إيطاليا.
- الجائزة الثانية لأفضل فيلم قصير - مهرجان لينولا السينمائي، إيطاليا.
- جائزة اختيار الجمهور - مهرجان بولو رالف لورين جامعة كولومبيا.
- جائزة لجنة التحكيم الخاصة - مهرجان رام الله السينمائي الدولي.
- جائزة اختيار الجمهور - مهرجان سان دييغو لأفلام المرأة 2006.
- جائزة لويس ترينكر لأفضل فيلم قصير - مهرجان 4 أفلام، بوردرلاندز، 2006.
- التصفيات الوطنية - أكاديمية فنون السينما، جوائز الأوسكار.
- جائزة مهرجان لوكارنو السينمائي.
- جائزة مهرجان أدنبرة السينمائي الدولي.
- جائزة مهرجان تيلورايد السينمائي.
- جائزة مهرجان نيويورك السينمائي.